# Coppa del Baltico 1998
La Coppa del Baltico 1998 è stata la 18ª edizione della competizione, la 7ª dalla reistituzione di questa manifestazione nel 1991 a seguito del collasso dell'Unione Sovietica.
È stata vinta dalla Lituania, che ha ottenuto l'ottavo successo complessivo.

## Formula
La formula è quella tradizionale della manifestazione, che prevede un girone all'italiana con partite di sola andata tra le tre formazioni partecipanti.
A differenza di quanto accaduto nelle precedenti edizioni, la Coppa del Baltico 1998 non ha avuto una sede fissa. La prima partita è stata giocata in Lettonia, mentre le altre due sono state disputate in città estoni.

## Classifica finale
| Pos. | Squadra  | Pt | G | V | N | P | GF | GS | DR |
| ---- | -------- | -- | - | - | - | - | -- | -- | -- |
| 1.   | Lituania | 4  | 2 | 1 | 1 | 0 | 2  | 1  | +1 |
| 2.   | Lettonia | 3  | 2 | 1 | 0 | 1 | 3  | 2  | +1 |
| 3.   | Estonia  | 1  | 2 | 0 | 1 | 1 | 0  | 2  | -2 |

## Risultati
| Arbitro: | Kaldma |

|                |           |                                   |
| Sļesarčuks 87’ | Marcatori | 20’ (aut.) Stepanovs 71’ Stumbrys |

| Arbitro: | Dubinskas |

|  |           |                         |
|  | Marcatori | 19’ Pahars 87’ Babičevs |

| Viljandi 28 giugno 1998, ore ? UTC+3 Incontro 3 | Estonia | 0 – 0 referto | Lituania | Viljandi (450 spett.)\| Arbitro: \| Lajkus \| |
| Arbitro:                                        | Lajkus  |               |          |                                               |